# Beatrix Meranská
Beatrix Meranská (1210 – 9. únor 1271) byla narozením meranská princezna a sňatkem výmarsko-orlamündská hraběnka.
Beatrix byla dcerou Oty VII. z Andechsu a Beatrix II. Burgundské.
Byla dědičkou hradu Plassenburg, Kulmbach a Mittelberg a panství Berneck, Goldkronach, Meinau, Wirsberg, Pretzendorf, hradu Zwernitz a Trebgast.

## Manželství a potomci
Provdala se za Heřmana II. Výmarsko-Orlamündského. Měli spolu několik dětí:
- Heřman Starší
- Heřman III. Výmarsko-Orlamündský
- Albrecht III. Výmarsko-Orlamündský
- Ota III. Výmarsko-Orlamündský
- Žofie
- Ota Mladší